# دافيد غيتا
دافيد غيتا (David Guetta 
تنطق بالفرنسية: [david ɡɛta]
، ولد في 7 نوفمبر 1967 في باريس) هو دي جي فرنسي من أصل يهودي مغربي. في عام 2005، كانت أغنيته المنفردة The World Is Mine، وتصدرت لائحة أغاني الرقص بأوروبا. [بحاجة لمصدر] وأغانيه قد تم أداؤها من قبل مجموعة من الفنانين بما فيهم إيكون، ويل ايام.
في عام 2009، أنتج غيتا أغنية بلاك آيد بيز "I Gotta feelin" لألبومهم The E.N.D.. وهناك ريميكس للأغنية طرح في ألبومه الأخير حب واحد كما أنه قدم ريميكس آخر من الألبوم، "الازدهار أسير الحرب"، كـ «الازدهار أسير غيتا».
في عام 2008، اختير كالدي جي العالمي رقم 5 وأفضل دي جي house من قبل مجلة دي جي البريطانية.

## طفولته
ولد «دافيد غيتا» وترعرع في باريس لأب من عائلة يهودية شرقية من أصل مغربي ومن أم كاثوليكية من أصل بلجيكي. كان والده صاحب أحد المطاعم 
 في أوائل الثمانينيات، عندما كان في سن ال 13، بدأ غيتا عمل أول ريميكساته في المنزل ، ثم في سن الـ14 من عمره، بدأ تنظيم الحفلات في الدور الأرضي بمنزله.

## حياته المهنية

### الحياة المهنية المبكّرة
حياة دافيد غيتا المهنية التي بدأت في ال 17 من عمره، عندما بدأ لعب الهيب هوب موسيقى الهاوس في ملهى باريس. وكان في أصلا متأثرا بدي جي الهيب هوب الذي سمعه في محطة راديو سفن الفرنسية، بدأ العمل كدي جي في برود، وهو  نادي المثليين الجنسيين في باريس. من 1988 إلى 1990، غيتا كان يلعب دي جي لموسيقى house في باريس لإذاعة نوفا.  في عام 1990، أطلق «راب الأمة» وهي هيب هوب بالتعاون مع لحمير مغني الراب الفرنسي سيدني دوتيل.
في أوائل التسعينيات، كان مؤثرا في صعود الموسيقى الـhouse و acid house في باريس، ولعب في أندية مثل لي سنترال في الشانزلزيه ونادي ريكس. خلال هذا الوقت التقى غيتا بالمغني الأميركي روبرت أوينز،  الذي كان يقوم بجولة في أوروبا، ولعب له واحد من العروض الخاصة. المغني أحب واحدة لدرجة أنه قرر أن يغنيها. صدر في عام 1994،  أول أغنية لغيتا، «علي وبعيد»، وكانت قاصرة على الـ club hit وتعتبر واحدة من السجلات الرائدة من النوع house الفرنسي.  في تلك السنة أيضا، التقى ديفيد بزوجته كاثي غيتا لاعبى الدي جي في ليس باينز داوشز ومعا نظما حفلا في مسرح باتاكلان في باريس. في عام 1995، أصبح دافيد غيتا المدير الفني للملهى الليلي لي بالاس، وتابع تنظيم الحفلات الناجحة هناك وفي الاندية الأخرى، مثل حفلات «سكريم» في ليس باينز داوشز  حمار
منذ عام 1996، دافيد غيتا عقد أيضا حفلات في ايبيزا. وقد ذكر «لقد كنا أول فرنسيين الفرنسية ينظمون حفلات في ايبيزا»، «لقد كانت مختلفة آنذاك. لاعبو الدي جي الإنجليزيين كانوا يضحكون علينا، ولكن كنت مع أصدقاء دافت بونك وفي أحد الأيام أصبحوا مشهورين».

### الألبوم الأول والنجاح
في عام 2001، أسس دافيد غيتا ويواكيم جارد شركة جام للإنتاج وفي نفس العام أطلق غيتا أغنيته من نوع hit «مجرد حب أكثر»، ويقدمها المغني الأميركي كريس ويليس، وينتجها جارد. أول ألبومات غيتا مجرد حب أكثر أطلق في عام 2002 في تسجيلات أصلية وباع أكثر من 250,000 نسخة. فرديتة التالية، «يا حب لا تدعني اذهب»، أطلقت في عام 2002. فرديات أخرى من الألبوم تتضمن «يأتي الناس، يذهب الناس» للمغني كريس ويليس «أعطني شيئا» للمغنية بربارا تاكر.
الألبوم الثاني لغيتا، غيتا بلاستر، وصدر في عام 2004، ووردت رقصة الولايات المتحدة رقم 1 [بحاجة لمصدر] «العالم لي» للمغني ج.د. ديفيس. في عام 2006 «يا حب لا تدعني اذهب» أطلقت كمزيج مع ريمكس Tocadisco «المشي بعيدا» عن طريق ايج. الفردية «يا حب لا تدعنى أذهب (المشي بعيدا)» حققت أعلى من الإصدار الأصلي للأغنية.

### حياة البوب
في عام 2007، أطلق غيتا ثالث ألبوم حياة البوب. الألبوم كان ناجحا في المملكة المتحدة وايرلندا، وكذلك في أوروبا القارية. الفردية الرائدة «الحب قد ولى» وصلت رقم 1 على مخطط الرقص الأميركي وووضعت من المائة الأكثر إثارة على بيلبورد .
ولعب في العديد من البلدان في جميع أنحاء العالم لترويج الألبوم. الذي لعب في موريشيوس في يناير 2008، يرافقه مغني الراب الفرنسي جوي ستار من مجموعة الراب الفرنسية NTM. وفي العام نفسه، هو وزوجته كاثي خططوا لحفل جديد والذي أقيم في استاد فرنسا في 5 يوليو 2008. [بحاجة لمصدر] وكان يقوم به مع تيستو، كارل كوكس، يواكيم جارد ومارتن سولفيج أمام 40,000 متفرج.

### حب واحد
رابع ألبوم لدافيد غيتا، حب واحد، تم إطلاقه رسميا على أي تيونز ستور 21 آب / أغسطس 2009، وطرح على اسطوانات في 24 آب 2009 في أوروبا و25 آب / أغسطس في الولايات المتحدة.

## حياته الشخصية
دافيد غيتا متزوج من كاثي غيتا، ولديهما طفلان، تيم الفيس (مواليد 2004) وانجي (مواليد 2007). هو أيضا الأخ غير الشقيق للصحافي برنارد غيتا.

## سجل الأغانى

### ألبومات مسجلة بالأستديو
- فقط قليل من الحب (Just a Little More Love).
- جتا بلاستر (Guetta Blaster).
- حياة البوب (Pop Life).
- حب واحد (One Love).
- لاشيء أفضل من قرع الطبول (Nothing But The Beat)
- هذه القطعة من أجلك (This One's For You).

### ألبومات تجميعية
- أنا مشهور (I'm Famous).
- أنا مشهور 2 (I'm Famous Vol.2).
- أنا مشهور أبيزا ميكس 06 (I'm Famous).
- أنا مشهور أبيزا ميكس 08(I'm Famous - Ibiza Mix 08).
- أنا مشهور أبيزا ميكس 09 (I'm Famous - Ibiza Mix 09).
- حياة البوب / جوتا بلاستر (Pop Life / Guetta Blaster).

## الجوائز التي حصل عليها
| السنة | الفئة                       | نتيجة |
| ----- | --------------------------- | ----- |
| 2006  | جائزة Best House DJ         | ترشح  |
| 2007  | جائزة Best International DJ | فاز   |
| 2008  | جائزة Best International DJ | ترشح  |
| 2008  | جائزة Best House DJ         | فاز   |
| 2009  | جائزة Best International DJ | ترشح  |
| 2009  | جائزة Best House DJ         | فاز   |
| 2010  | جائزة Best International DJ | ترشح  |
| 2010  | جائزة Best House DJ         | ترشح  |
| 2011  | جائزة Best International DJ | ترشح  |
| 2011  | جائزة Best House DJ         | ترشح  |
| 2012  | جائزة Best International DJ | ترشح  |
| 2012  | جائزة Best Electro House    | ترشح  |
| 2013  | جائزة Best International DJ | ترشح  |
| 2013  | جائزة Best Electro House    | ترشح  |
| 2014  | جائزة Best International DJ | ترشح  |
| 2014  | جائزة Best Electro House    | ترشح  |
| 2015  | جائزة Best International DJ | ترشح  |

جائزة الموسيقى NRJ
| السنة | الفئة                           | مستلم                |      |
| ----- | ------------------------------- | -------------------- | ---- |
| 2016  | جائزة Best French DJ            | David Guetta         | فاز  |
| 2016  | جائزة Best Live Performance     | David Guetta         | ترشح |
| 2016  | جائزة Best Single Dance/Electro | "This One's for You" | ترشح |

## وصلات خارجية
- بيانات دافيد غيتا في وثائق الترا
- David Jeffries. "David Guetta biography". Allmusic. مؤرشف من الأصل في 2010-10-03. اطلع عليه بتاريخ 2008-09-22. {{استشهاد ويب}}: الوسيط غير المعروف |GUETTA&sql= تم تجاهله (مساعدة)
- دافيد غيتا على موقع IMDb (الإنجليزية)
- دافيد غيتا على موقع ألو سيني (الفرنسية)
- دافيد غيتا على موقع ميوزك برينز (الإنجليزية)
- دافيد غيتا على موقع رولينغ ستون (الإنجليزية)
- دافيد غيتا على موقع إن إن دي بي (الإنجليزية)
- دافيد غيتا على موقع أول ميوزيك (الإنجليزية)
- دافيد غيتا على موقع ديسكوغز (الإنجليزية)
- دافيد غيتا على موقع ديسكوغز (الإنجليزية)
- دافيد غيتا على موقع قاعدة بيانات الفيلم (الإنجليزية)
- دافيد غيتا على موقع كينوبويسك (الروسية)
- دافيد غيتا على موقع ماي سبيس
- القطعة الرسمية
- جميع ألبومات "David Guetta" على موقع djpunjab mp3